# Brassia ocanensis
Brassia ocanensis är en orkidéart som beskrevs av John Lindley. Brassia ocanensis ingår i släktet Brassia och familjen orkidéer. Inga underarter finns listade i Catalogue of Life.